# Surry megye (Észak-Karolina)
Surry megye az Amerikai Egyesült Államokban, azon belül Észak-Karolina államban található. Megyeszékhelye Dobson, legnagyobb városa Mount Airy. Lakosainak száma 71 359 fő (2020. április 1.). Surry megye Yadkin, Forsyth, Stokes, Patrick, Carroll, Grayson, Alleghany és Wilkes megyékkel határos.

## Népesség
A megye népességének változása:
| Lakosok száma | 73 719 | 73 625 | 73 531 | 73 050 | 72 743 | 71 359 |
|               | 2010   | 2011   | 2012   | 2013   | 2015   | 2020   |